# Maiad, Mureș
Maiad este un sat în comuna Gălești din județul Mureș, Transilvania, România.

## Monumente
- Biserica de lemn
- Biserica unitariană

## Imagini

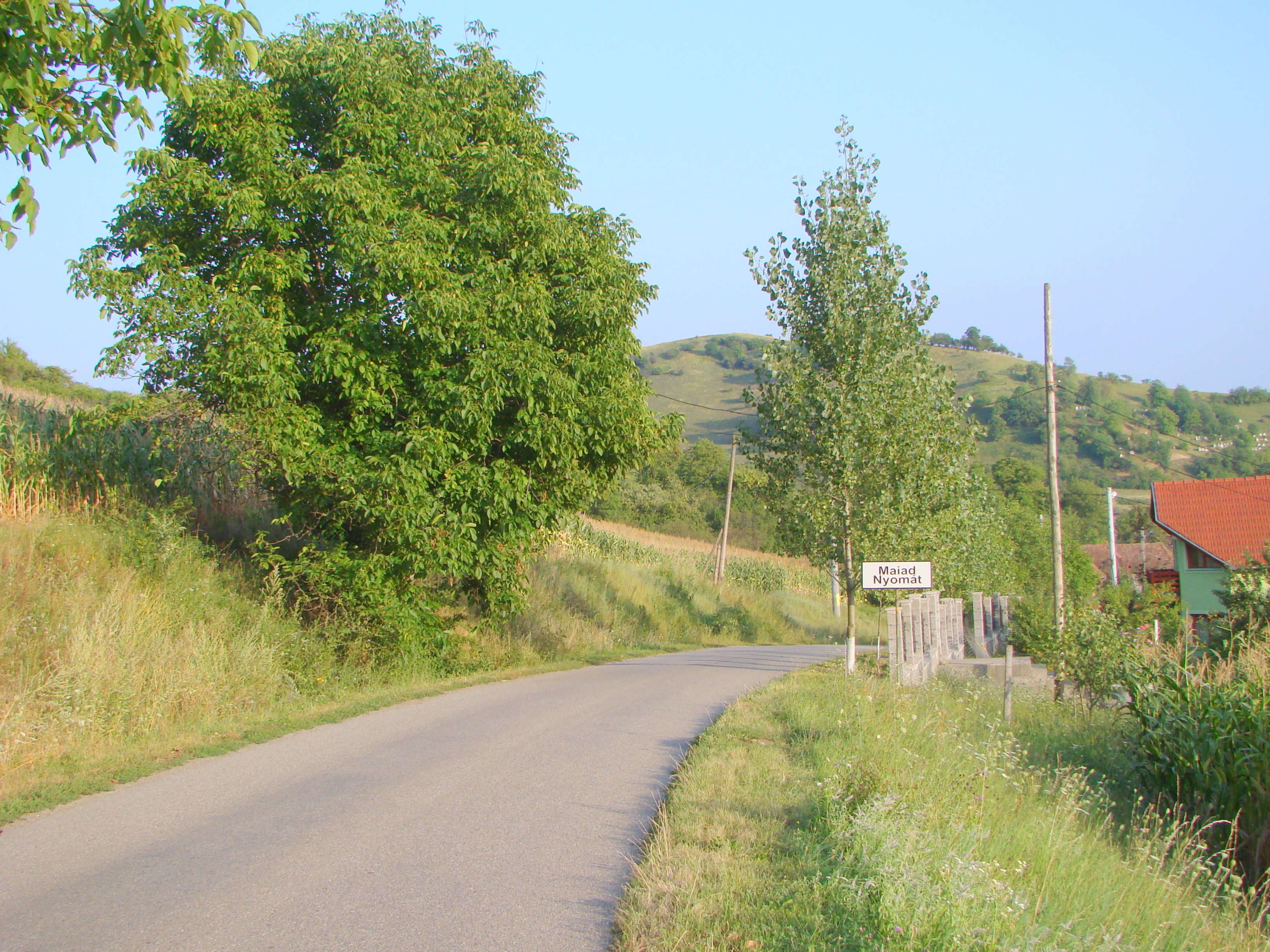
Intrarea în localitate
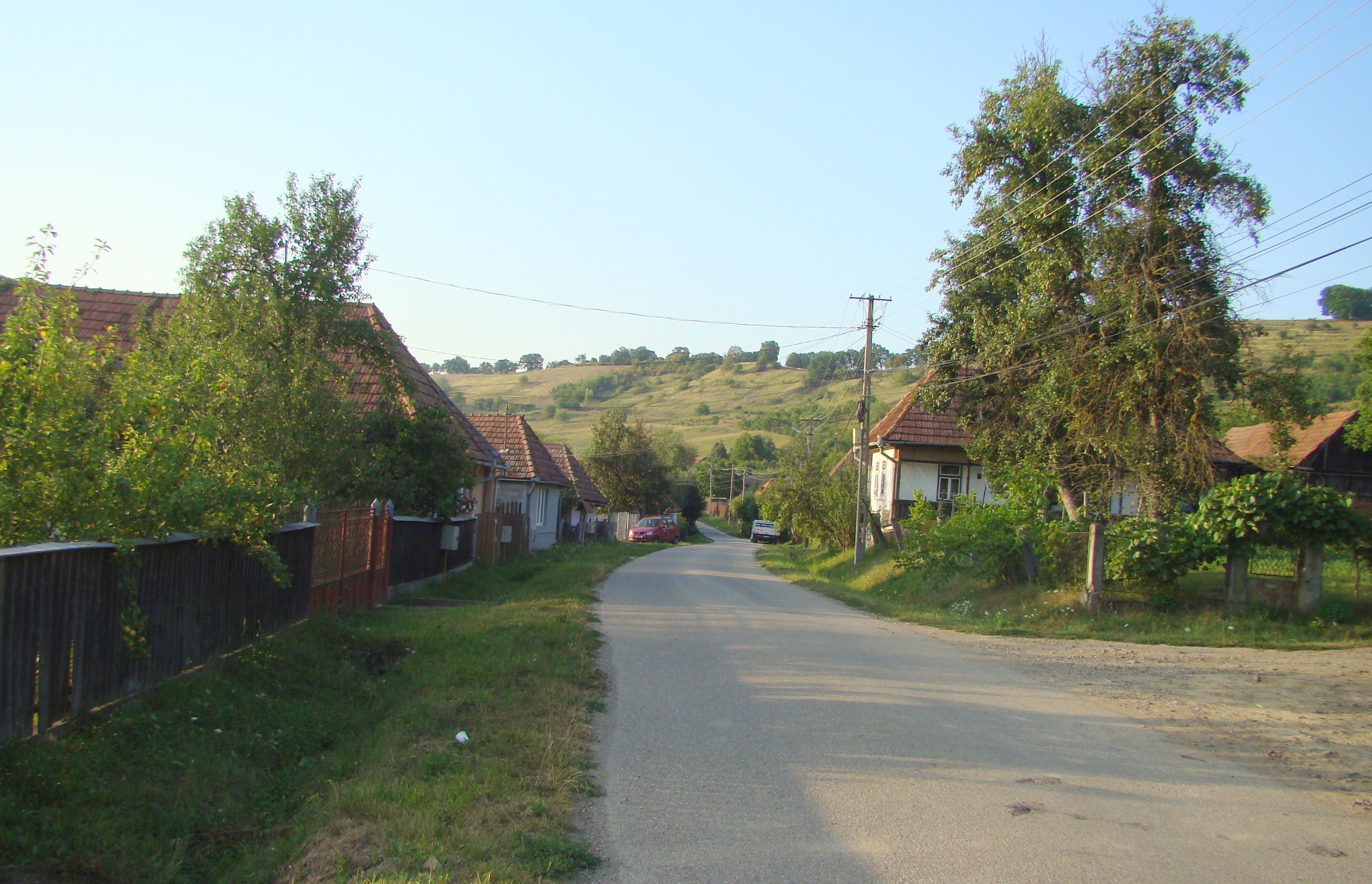
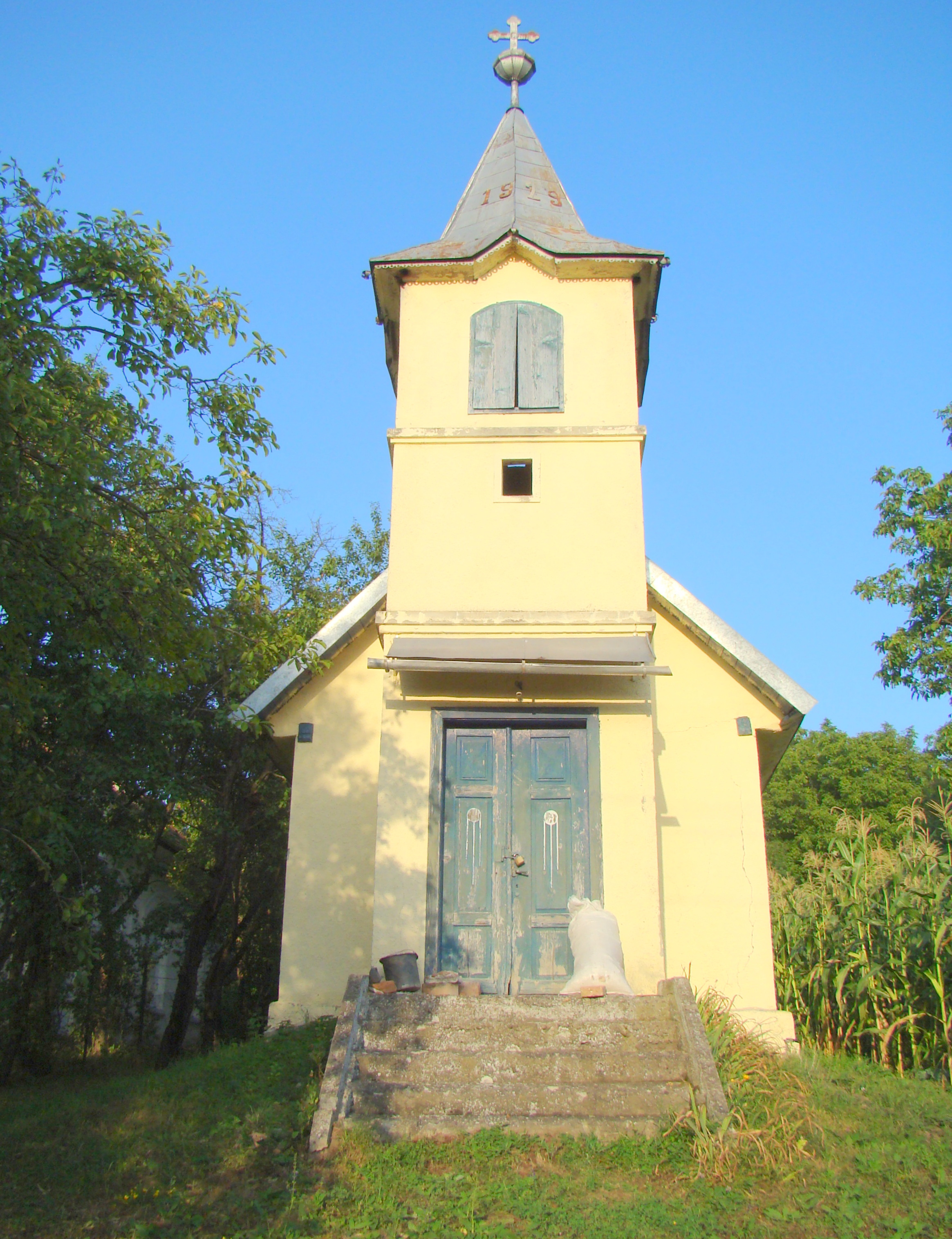
Biserica de lemn
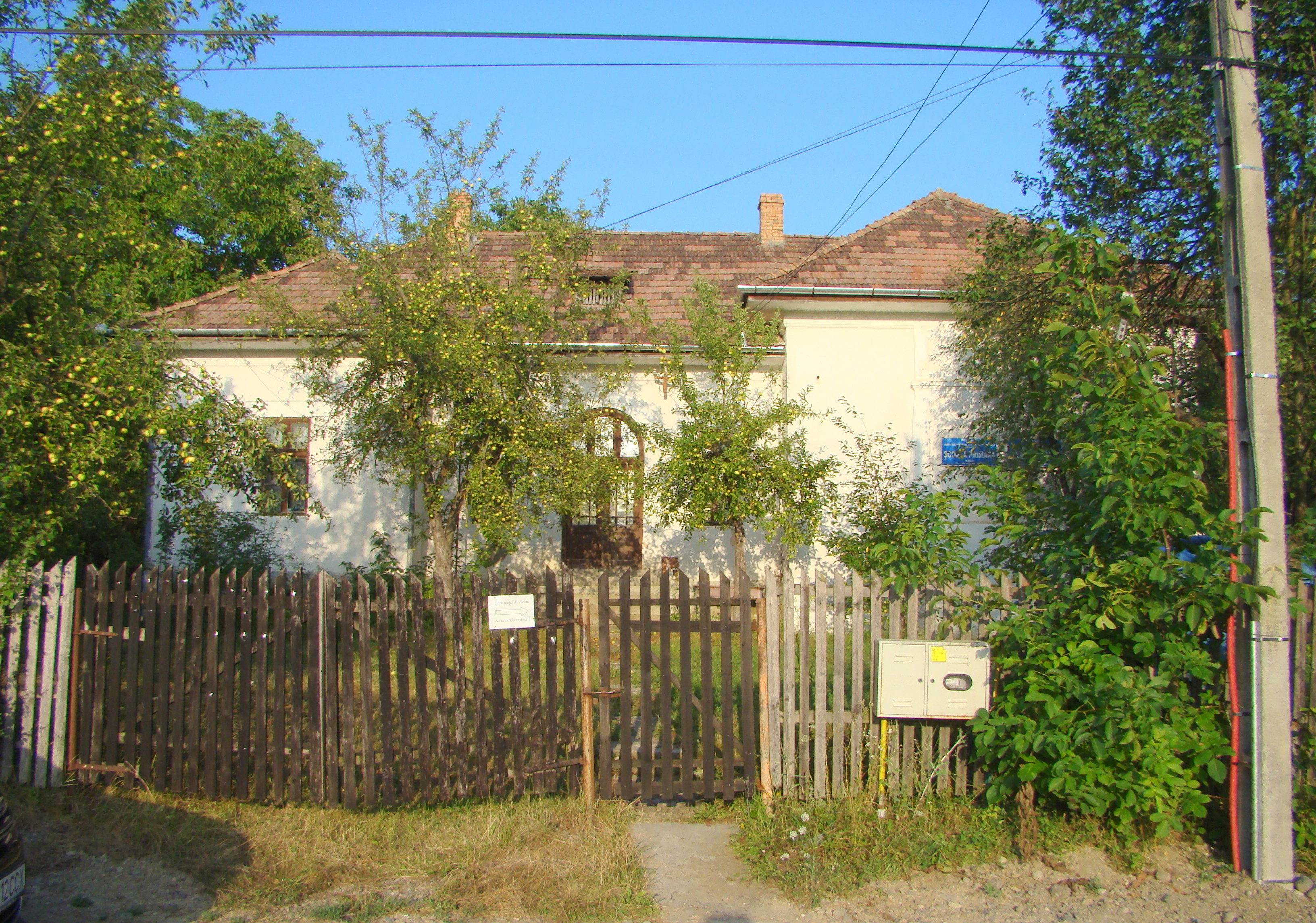
Școala
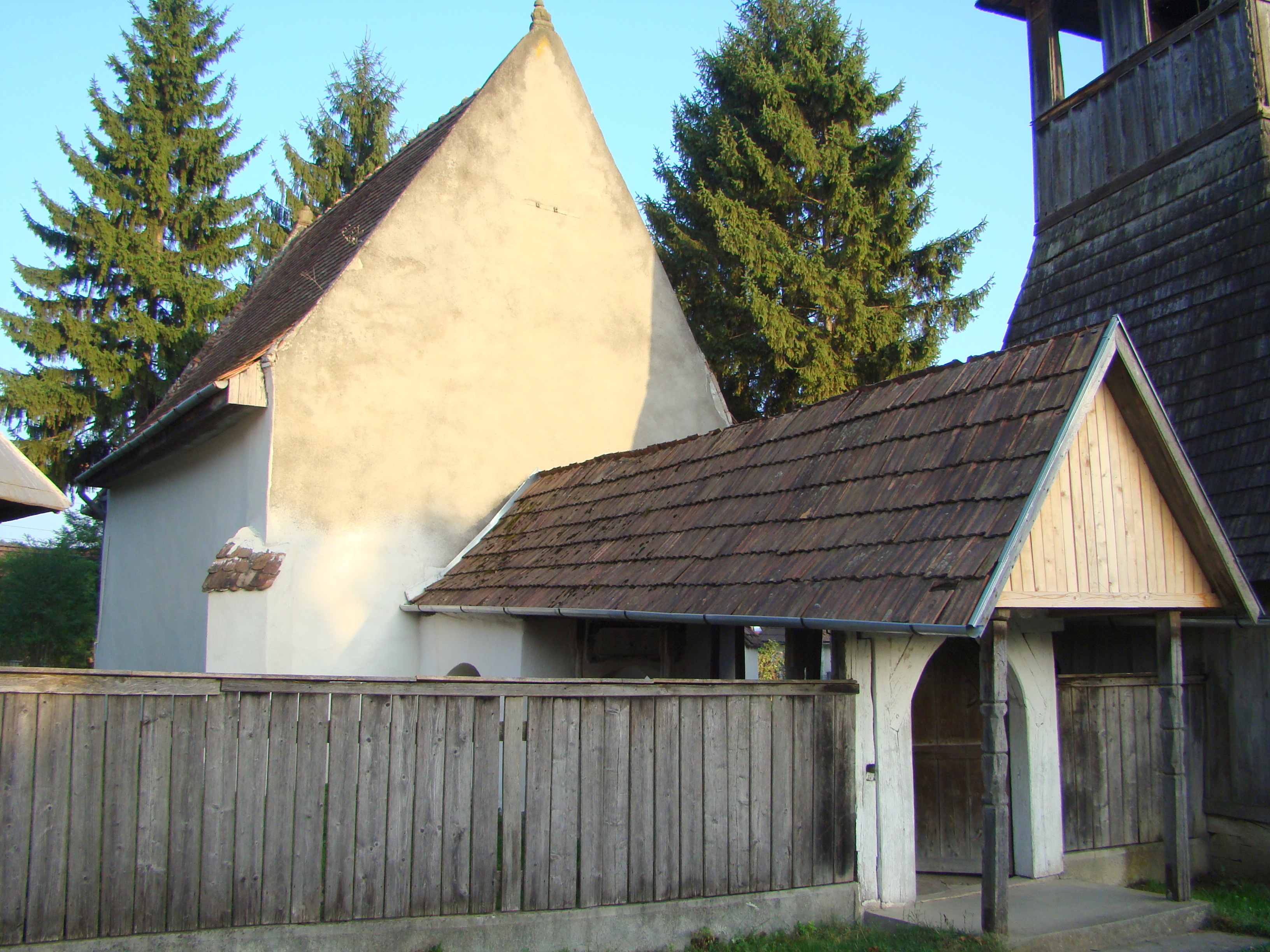
Biserica unitariană (secolul XIV)
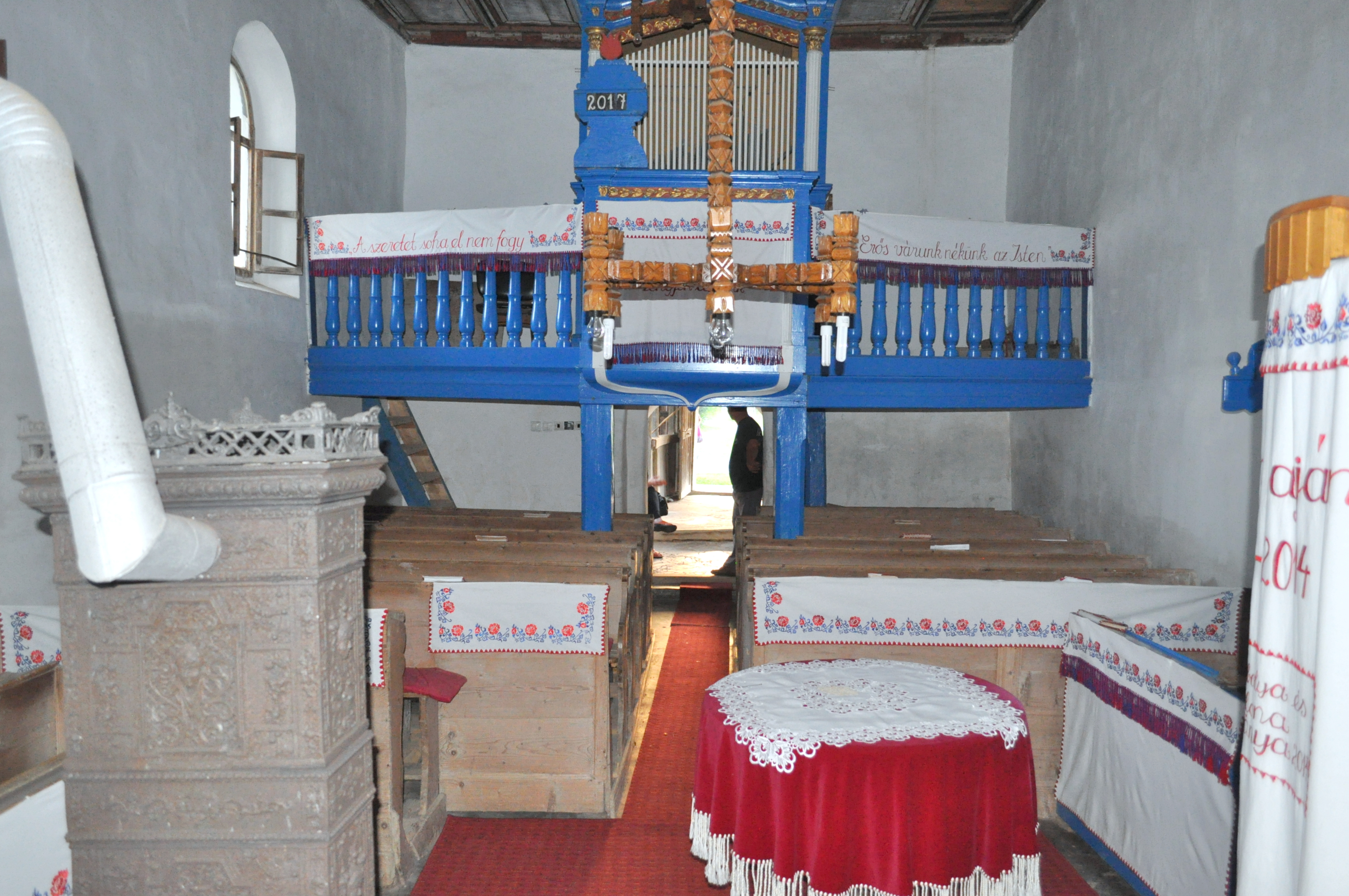
Biserica unitariană (monument istoric)
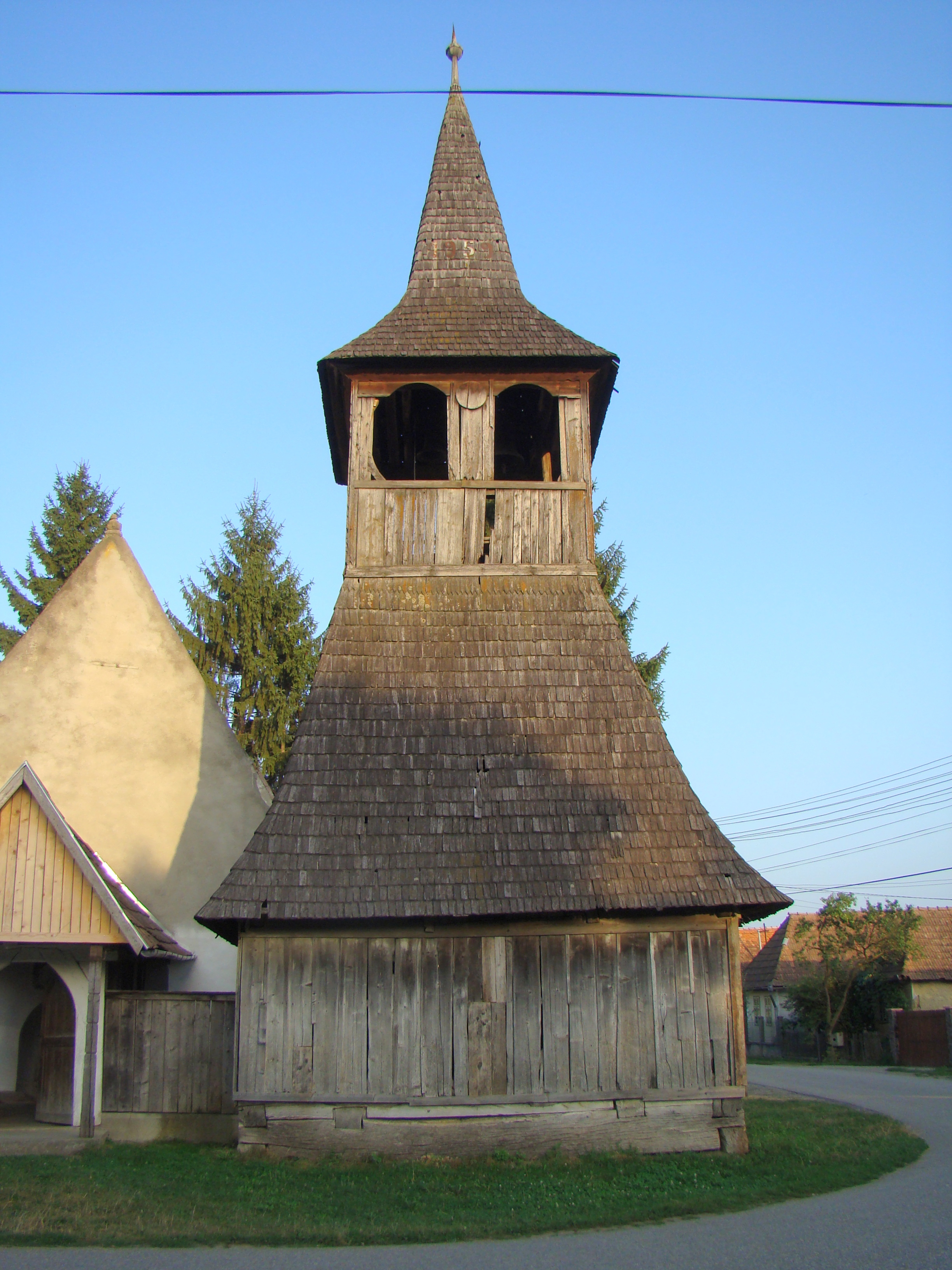
Clopotniţa de lemn a bisericii unitariene
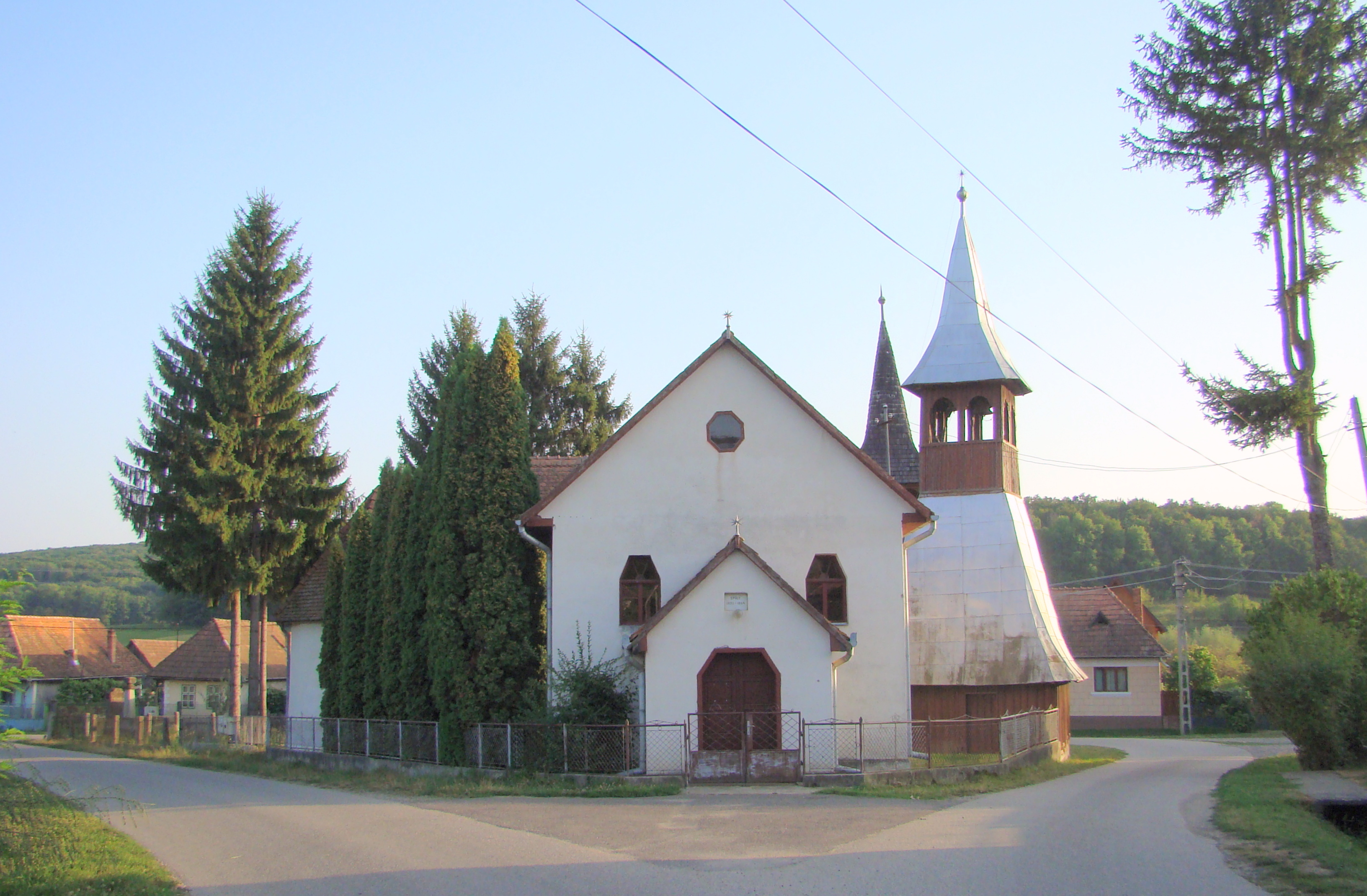
Biserica reformată (1893)
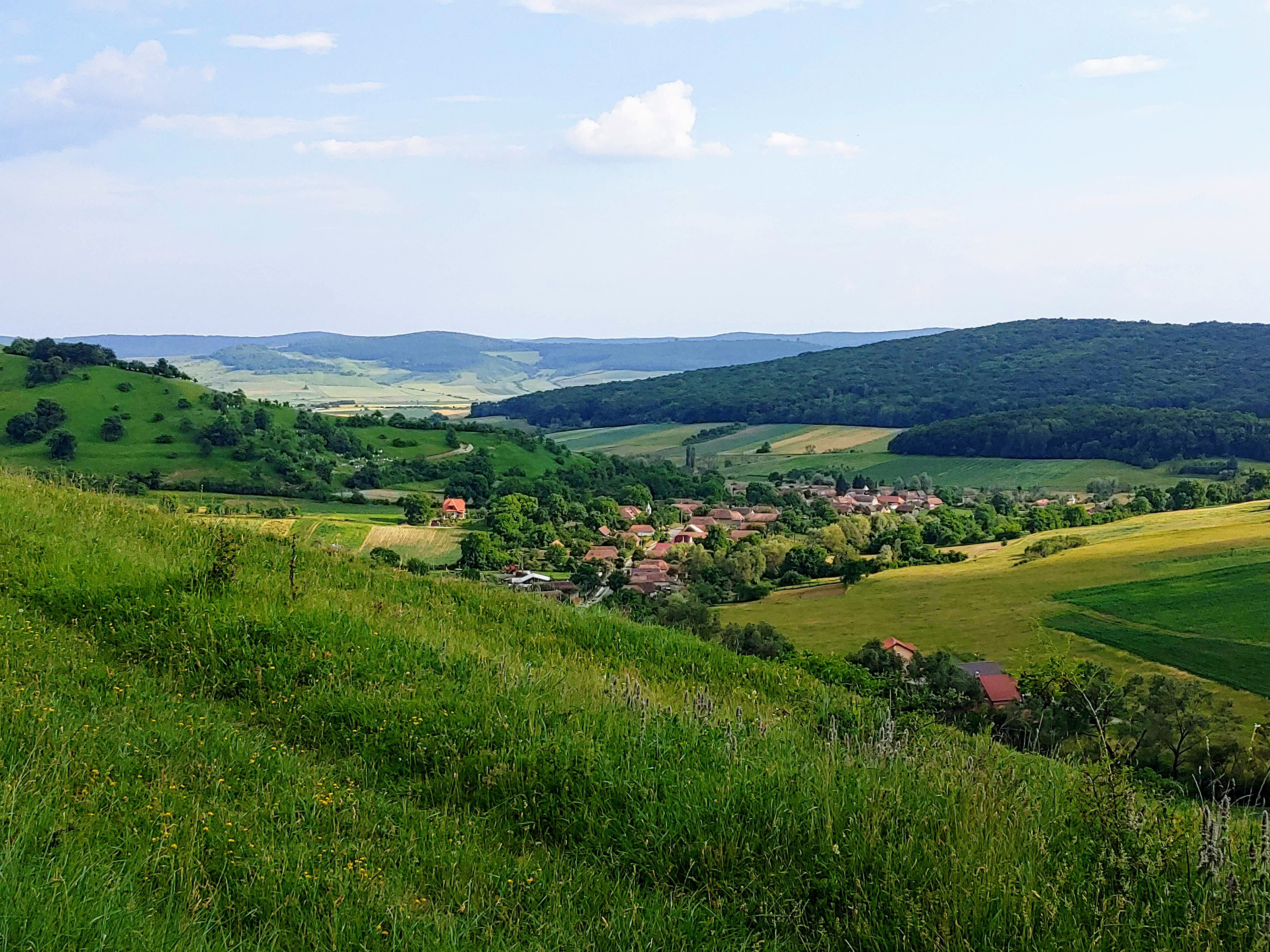
Maiad de pe deal